# Płaca proefektywnościowa
Hipoteza płac proefektywnościowych (ang. efficiency wages) wiąże się z przekonaniem, że poziom płac wpływa na wydajność pracowników. Dzieje się tak na skutek skłonienia pracownika do rezygnacji z „obijania się” w pracy, gdyż zwiększa to wartość dochodu, jakiego musiałby się wyrzec w wyniku straty pracy, gdyby jego uchylanie się od pracy zostało wykryte.